# Francisco Bernardo do Canto
Francisco Bernardo do Canto OSBA • GOA • ComC • MOCE • MC1914 • MV • MPBS (Lagoa (Açores), 23 de março de 1873 — Lisboa, 16 de outubro de 1949). foi um general português.

## Biografia
Nasceu nos Açores, filho de  de Manuel de Medeiros Canto e de D. Maria das Mercês Pereira do Canto.
Em 1902, foi louvado pela forma como exerceu a função de instrutor na Escola Prática de Infantaria, e em 1911 recebeu outro louvor, pelo seu empenho como ajudante e por ter escrito o catálogo da biblioteca naquela escola, que encerrava mais de 11 mil volumes. Foi novamente elogiado em 1912 por ter organizado uma marcha de 50 praças por 319 Km, para experimentar um novo equipamento, em 1913 pelo seu zelo como instrutor de recrutas, e em 1914 por ter feito uma conferência.
Em 12 de Agosto de 1918, partiu para França como parte do Corpo Expedicionário Português, tendo regressado em a Portugal em 18 de Maio de 1919. Nesse ano foi novamente louvado pela forma como comandou o 1.º Batalhão, e pela sua participação numa comissão de representação da Arma de Infantaria durante os exercícios finais da Academia Espanhola de Saragoça, a convite do Rei de Espanha.
Em 1929 foi elogiado duas vezes pelo seu comando do Regimento de Infantaria N.º 1, em 1931 como director da Escola Preparatória de Quadros. Em 1932 foi novamente louvado pelo seu empenho nas funções de inspector e de chefe da 1.ª Repartição, onde tinha feito vários estudos sobre a Arma de Infantaria, e de director da 1.ª Direcção Geral do Ministério da Guerra.
Em 1 de Janeiro de 1933, a Gazeta dos Caminhos de Ferro noticiou que Francisco Bernardo do Canto tinha sido promovido a general.

## Homenagens
Bernardo do Canto foi condecorado com o grau de cavaleiro na Real Ordem Militar de São Bento de Avis em 1 de Janeiro de 1909, tendo ascendido a Grande Oficial em 1923, e a Grã-Cruz em 5 de Outubro de 1933. Também foi homenageado com o grau de comendador na Ordem Militar de Cristo, em 28 de Junho de 1919.
Recebeu igualmente a Cruz de 2.ª Classe da Ordem do Mérito Militar de Espanha, a Medalha de Ouro de Comportamento Exemplar, em 1922, a Medalha Comemorativa das Campanhas, a Medalha da Vitória, a Medalha de Prata de Bons Serviços, e a Medalha de Prata de Medalha de Comportamento Exemplar, em 1907.